# Годинний біг
Годинний біг — бігова легкоатлетична дисципліна, в якій результат визначається відстанню, яку подолав бігун за одну годину доріжкою стадіону. Дисциплина визнана Світовою легкою атлетикою, яка фіксує в ній світові рекорди.
Згадки про перші змагання з годинного бігу датуються кінцем XVII століття.
Світових та континентальних першостей з годинного бігу не проводиться.

## Правила проведення
Правила проведення змагань з годинного бігу регулюються правилами проведення змагань (англ. Competition Rules) та настановою для змагань з годинного бігу (англ. One Hour Race Guide) Світової легкої атлетики.
Змагання з годинного бігу відбуваються по колу стадіона, довжина доріжки якого повинна бути 400 метрів. Головне завдання бігуна пробігти якомога більшу відстань за одну годину.
Рекомендована кількість учасників забігу — 20. Кожному учаснику забігу призначається окремий суддя, який фіксує положення спортсмена на момент закінчення годинного бігу.
Старт дається всім учасникам змагань одночасно (у разі, якщо зареєструвалася велике число учасників, то можливе проведення декількох забігів). Організатори повідомляють учасників забігу про те, що залишається 5, 4, 3 та 2 хвилини до закінчення забігу. За одну хвилину до закінчення забігу здійснюється постріл стартовим пістолетом як повідомлення для суддів та спортсменів.
По завершенні години лунає ще один постріл стартового пістолету, який сигналізує про завершення забігу. У момент пострілу закріплений за спортсменом суддя фіксує положення ноги бігуна, за місцем якого здійснюється вимірювання пройденої дистанції.
Перемагає той, хто протягом години змагання пробіг більшу дистанцію.
Під час змагань з годинного бігу серед чоловіків часто фіксується час спортсменів на позначці 20 000 метрів.

## Рекорди
| Чоловіки  | Чоловіки                       | Чоловіки   | Чоловіки | Рекорд  | Жінки     | Жінки                   | Жінки      | Жінки    |
| Результат | Атлет                          | Дата       | Місто    | Рекорд  | Результат | Атлетка                 | Дата       | Місто    |
| --------- | ------------------------------ | ---------- | -------- | ------- | --------- | ----------------------- | ---------- | -------- |
| 21 330 м  | Мо Фара Велика Британія        | 04.09.2020 | Брюссель | Світу   | 18 930 м  | Сіфан Гассан Нідерланди | 04.09.2020 | Брюссель |
| 21 330 м  | Мо Фара Велика Британія        | 04.09.2020 | Брюссель | Європи  | 18 930 м  | Сіфан Гассан Нідерланди | 04.09.2020 | Брюссель |
| 19 929 м  | Ігор Щербак Харківська область | 30.05.1970 | Москва   | України |           |                         |            |          |